# Jehan de Lescurel
Jehan de Lescurel, o Jehannot de Lescurel o de l'Escurel (dates desconegudes), va ser un poeta i compositor francès. Segons els coneixements actuals, sembla que va viure des de finals del segle XIII fins a principis del segle XIV.

## Biografia
Hi ha poca informació sobre la vida de Jehannot (o Jehan) de Lescurel. El 1855, Anatole de Montaiglon, primer editor i biògraf de Jehan de Lescurel, va assenyalar: "Pel que fa a l'autor, no podem afegir absolutament res al seu nom". El 1900, a la seva Història de la literatura francesa, el filòleg alemany d'origen hugonot Hermann Suchier el va identificar per primera vegada amb un clergue del mateix nom, executat a París el 1304. Segons ell, era fill d'un burgès parisenc anomenat Pierre de Lescureul, i és identificat com a clergue, poeta i músic, actiu a París al voltant del segle XIII. Presumptament va ser penjat el 1304 a la forca comuna dels lladres amb tres còmplices, per disbauxa, assassinat i robatori. Charles-Victor Langlois (1927) esmenta amb cautela aquesta hipòtesi no científica, tot i proporcionar molta informació sobre la família del clergue assimilat al compositor-poeta. Més seriosament, aquesta arriscada hipòtesi sobre les circumstàncies de la mort de Jehannot de Lescurel és qüestionada a l'estudi de Mary i Richard Rouse, ja que no es basa en cap prova formal que estableixi vincles entre el trobador i el clergue penjat el 1304.

## Obra
La seva obra musical es considera una precursora de les innovacions de l'Ars Nova. També encapsula tota la ciència de la composició musical dels trobadors, enriquida amb reminiscències de la tradició meridional (la dels trobadors); tanmateix, el seu grau de compleció i perfecció és infinitament superior. A Lescurel, ja trobem la divisió definitiva en gèneres amb formes fixes: rondeaux, balades i virelais, destinats a nodrir un segle de creació.
La col·lecció de les seves composicions que ara tenim a la nostra disposició, trenta-quatre peces, es troba en sis fulls del manuscrit francès 146 de la Bibliothèque nationale. Aquest manuscrit deu la seva fama a la versió del Roman de Fauvel que presenta, una versió enriquida amb interpolacions musicals i miniatures. Cap altra font contemporània proporciona informació sobre el compositor o els seus escrits.
El seu únic rondeau polifònic a tres parts, A vous douce débonnaire, representa una transició entre l'art dels trobadors i Guillaume de Machaut. Coneixem Jehan com l'autor de quinze balades, dotze rondells i cinc virelais, seguits de dos Dits entés. Generalment se suposa que aquest és només el començament d'una col·lecció molt més gran, ja que les composicions es llisten alfabèticament pel seu íncipit (primera estrofa o primeres paraules) i acaben a la lletra G (excepte E).
Amb l'excepció d'una peça, totes les seves cançons conegudes són monòdiques. La seva polifonia està fora de lloc o no s'ha atribuït. És possible suposar que potser va escriure altres composicions polifòniques, gràcies a algunes al·lusions, com ara al Dit "Gracïeus temps", on la història comença amb una expedició al bosc de primavera per tocar un nou hoquet.